# RV Araon
Le RV Araon est un brise glace par la Marine de la république de Corée. Utilisé pour le ravitaillement polaire, il est rattaché aux bases antarctiques du Roi Sejong et Jang Bogo et affrété par l’institut coréen de recherche polaire. Depuis sa mise en service, il s'agit du seul brise glace sud-coréen.

## Construction et mise en service

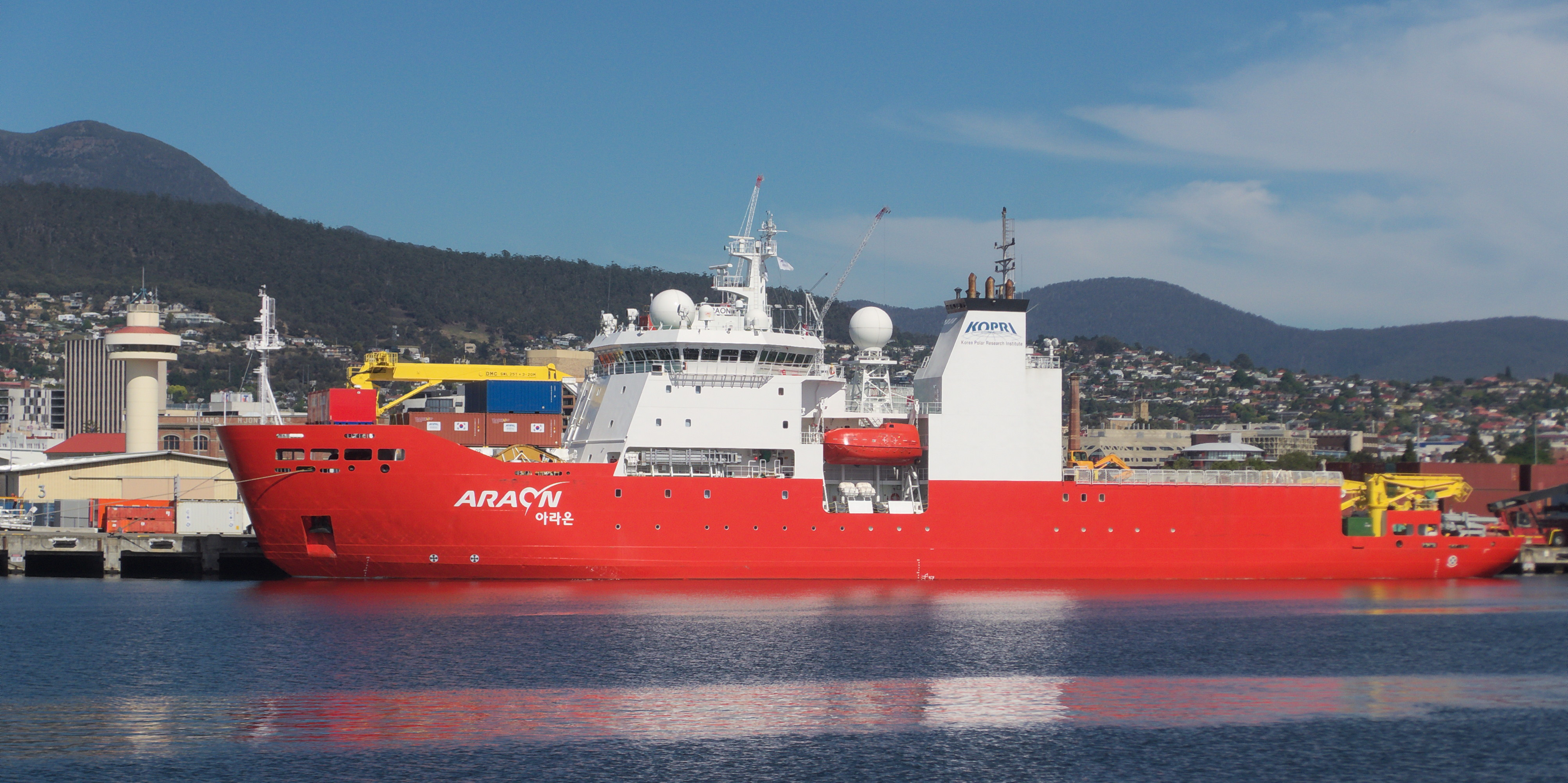
Le RV Araon dans le port en Hobart, en 2017.

Le projet de construction du RV Araon est impulsé dès 2003, et est terminé sous la direction de Lee Hong-kum, directrice de l'institut coréen de recherche polaire, en 2009. C'est l'entreprise Hanjin Heavy Industries qui se charge de la construction du navire. Les premiers essais en pleine mer s'effectuent en octobre 2009. Lors de sa mise en service, il est le premier et seul brise glace sud coréen opérationnel.  
La construction du Araon a coûté environ 67 millions d'euro au gouvernement sud-coréen. Pesant environ 6 950 tonnes, il peut parcourir 37 000 kilomètres sans refaire le plein de carburant, ce qui correspond à 70 jours d'autonomie. Il est nommé à partir des mots coréen Ara (la mer) et on (tout). 
Le RV Araon est capable de naviguer à travers des couches de glace épaisses de plus d'un mètre.
Les derniers tests en mer permettant au Araon d'obtenir l'appellation brise glace se sont effectués dans la région de Cap Burks en janvier 2010, ainsi que dans la mer de Ross.

## Missions

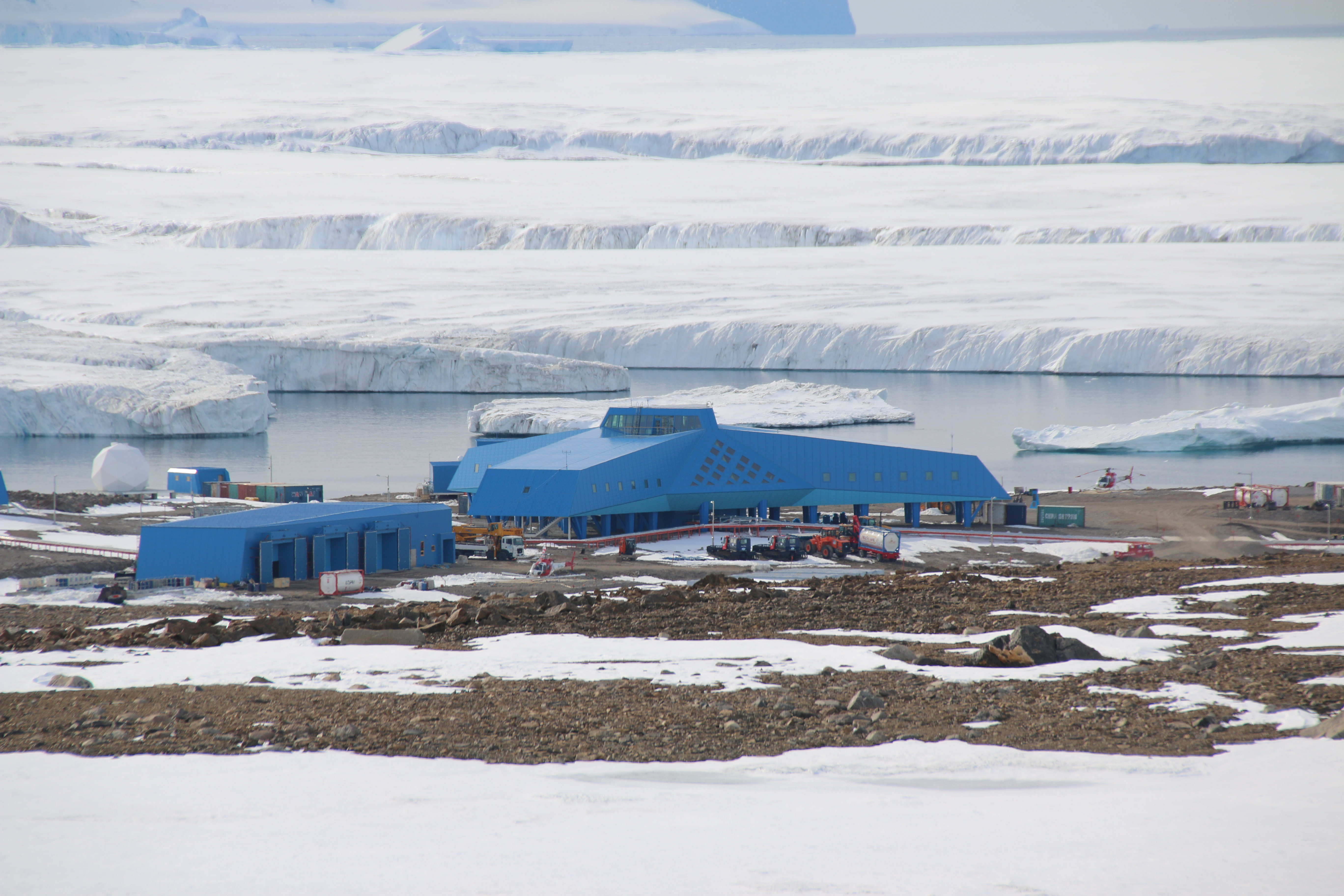
La base antarctique Jang Bogo, dont l'emplacement a été identifié par le RV Araon, et qui est ravitaillée par ce dernier.

Le premier port d'escale du Araon est le port de Lyttelton, une ville en Nouvelle-Zélande.
Les missions principales du Araon sont de comprendre comment les ressources sous marines polaires peuvent être exploitées de manière propre, d'apporter des clés de compréhension sur les interactions entre océan antarctique, géosphère et atmosphère, ainsi que sur les écosystèmes sous marins polaires. Il a également pour mission principale de ravitailler les bases antarctiques sud-coréennes du Roi Sejong et Jang Bogo. 
Parmi les premières missions effectuées par le RV Araon, on retrouve l'exploration et l'identification d'un emplacement pour la construction de la deuxième base antarctique sud-coréenne. Son équipage explore tout d'abord la zone du Cap Burks, mais elle n'est pas jugée convenable. La baie Terra Nova est alors explorée, et estimée comme correspondant aux besoins de la Corée du Sud, qui entame alors la construction de la base Jang Bogo.
Le RV Araon est également impliqué dans des missions similaires en Arctique,. Il y a notamment découvert des gisements d'hydrate de méthane, qui pourraient être utilisés pour la production énergétique de la Corée. Ce navire a également une mission scientifique : par exemple, plusieurs prélèvements de planctons en Arctique par le RV Araon ont permis une meilleure compréhension du cycle de production d'acides aminés par ces derniers.  
L'Araon effectue également certaines missions de sauvetage, comme sur des bateaux ayant heurté des icebergs, en dégageant la couche de glace autour des bateaux,. 